# Wiktor Czurajew
Wiktor Michajłowicz Czurajew (ros. Виктор Михайлович Чураев, ur. 19 listopada 1904 w Biełgorodzie, zm. 26 lutego 1982 w Moskwie) – radziecki polityk, członek KC KPZR (1961-1971).
Od 1929 w WKP(b), 1935 ukończył studia w Instytucie Inżynieryjno-Ekonomicznym w Charkowie, 1935-1938 pracował jako majster, kierownik warsztatu i główny inżynier w charkowskiej fabryce, 1939-1940 I sekretarz rejonowego komitetu KP(b)U w Charkowie, 1940-1943 II sekretarz Komitetu Obwodowego KP(b)U w Charkowie. W 1941 zaocznie ukończył Ukraiński Instytut Przemysłowy, od 1944 do czerwca 1948 I sekretarz Komitetu Obwodowego KP(b)U w Charkowie, 1948 kierownik Wydziału Inżynierii KC WKP(b), od grudnia 1948 do 1950 ponownie I sekretarz Charkowskiego Komitetu Obwodowego KP(b)U. Od 28 stycznia 1949 do 23 września 1952 członek KC KP(b)U, 1951-1952 inspektor KC WKP(b), 1952 kierownik Pododdziału Wydziału Organów Partyjnych, Związkowych i Komsomolskich KC WKP(b), 1952-1954 zastępca szefa Wydziału Organów Partyjnych, Związkowych i Komsomolskich KC WKP(b), 1954-1955 I zastępca kierownika, a 1955-1959 kierownik Wydziału Partyjnych Organów KC KPZR ds. Rosyjskiej FSRR. Od 25 lutego 1956 do 17 października 1961 zastępca członka, a od 31 października 1961 do 30 marca 1971 członek KC KPZR. Od 27 lutego 1956 do 1962 członek Biura KC KPZR ds. Rosyjskiej FSRR, od października 1959 do marca 1961 kierownik Wydziału Partyjnych Organów KC KPZR ds. republik związkowych, 1961 zastępca przewodniczącego Biura KC KPZR ds. Rosyjskiej FSRR. Od grudnia 1962 do 1965 I zastępca przewodniczącego Komitetu Kontroli Partyjno-Państwowej Biura KC KPZR ds. Rosyjskiej FSRR i Rady Ministrów Rosyjskiej FSRR, od 1965 do lutego 1967 I zastępca przewodniczącego Komitetu Kontroli Ludowej Rosyjskiej FSRR, 1967-1981 zastępca przewodniczącego Komitetu Kontroli Ludowej ZSRR, od 9 kwietnia 1971 do 23 lutego 1981 członek Centralnej Komisji Rewizyjnej KPZR, od 1981 na emeryturze. Deputowany do Rady Najwyższej ZSRR od 2 do 6 kadencji. Odznaczony pięcioma Orderami Lenina.